# IC 1649
IC 1649 ist eine Spiralgalaxie vom Hubble-Typ Sbc im Sternbild Phönix am Südsternhimmel. Sie ist schätzungsweise 234 Millionen Lichtjahre von der Milchstraße entfernt und hat einen Durchmesser von etwa 120.000 Lichtjahren. Die Galaxie ist Teil der 10 Mitglieder zählenden NGC 434-Gruppe (LGG 19).

Im selben Himmelsareal befindet sich u. a. die Galaxie NGC 454.
Das Objekt wurde im Jahr 1899 von DeLisle Stewart entdeckt.